# Adriano B. Lucatelli
Adriano B. Lucatelli (* 1966) ist ein Schweizer Unternehmer und Investor in der Finanzbranche.

## Leben
Adriano Lucatelli, geboren am 23. Februar 1966 in Uster bei Zürich, ist Bürger von Sursee (Schweiz) und Italien. Die Familie väterlicherseits hat den Ursprung in Apulien in Süditalien und war hauptsächlich in der Agrar- und Textilindustrie tätig. Die Familie mütterlicherseits stammt aus der Innerschweiz. Sein Urgrossvater war der Unternehmer und Elektrizitätspionier Zeno Durrer, sein Grossonkel Ludwig von Moos Mitglied der Schweizer Regierung (des Bundesrates) und sein Grossvater Bernhard Vogel Präsident und Spielkommissionsleiter des FC Sursee.

## Ausbildung
Adriano Lucatelli besuchte die Kantonsschule Hottingen in Zürich, wo er die Wirtschaftsmatura im Jahr 1985 als Klassenbester ablegte. Danach absolvierte er eine 18-monatige Ausbildung zum Devisenhändler bei der damaligen Schweizerischen Bankgesellschaft in Zürich und Bern.
Anschliessend studierte Lucatelli Internationale Beziehungen und Wirtschaftswissenschaften an der Universität Nevada (BA) sowie an der London School of Economics (MSc). Vor der Promotion an der Universität Zürich machte er eine sechsmonatige Stage im Generalsekretariat von Amnesty International in der Schweiz.
Berufsbegleitend absolvierte Lucatelli ein MBA an der Universität Rochester (New York (Bundesstaat)), ein Advanced Management Program an der Wharton School sowie ein Executive Program an der Singularity University im Silicon Valley.

## Karriere
Seine Berufslaufbahn startete Lucatelli 1994 bei der ehemaligen Credit Suisse, für die er verschiedene Führungsfunktionen in Zürich und London besetzte. Zwischen 2002 und 2009 war Lucatelli bei der UBS Schweiz als Managing Director und Mitglied des Management Committee in Lugano und Zürich tätig.
Seit 2009 ist Lucatelli als mehrfacher Unternehmensgründer und Investor in der Finanzindustrie tätig und gilt als Schweizer Fintech-Pionier. Er war der erste externe Aktionär in das Softwareunternehmen Additiv AG, wo er bis zum Verkauf seiner Anteile auch als Verwaltungsratspräsident tätig war.
Im Jahr 2015 lancierte Lucatelli Descartes Finance AG, heute eine FINMA-bewilligte WealthTech-Firma, die hauptsächlich Banking-as-a-Service (BaaS) anbietet. Zu den wichtigsten Kunden zählen die grösste Schweizer Neobank Yuh AG (Joint-Venture zwischen Swissquote und Postfinance), Glarner Regionalbank sowie Investas AG.
Von 2012 bis 2018 war er im Nebenamt Dozent an der Universität Zürich.

## Publikationen
Lucatelli ist Autor mehrerer Fachbücher und Ratgeber im Bereich Finanzwesen, darunter:
- „Finance and World Order“ (1997)[9] – mehrfach zitiert, u. a. vom Soziologen Ulrich Beck in  „World at Risk“ (2008)
- „Von Highflyern, Penalties und Bruchlandungen“ (2012)[10]
- „The Fine Art of Efficient Investing“ (2015)[11][12]
- „Eine kurze Reise durch die Finanzmärkte“ (2018, gemeinsam mit Lucienne C. Vaudan)[13].

## Forschungsinteresse
Lucatellis Hauptforschungsinteresse liegt in der Bestimmung der wichtigsten Einflussfaktoren für die Steigerung des Firmenwertes. In diesem Zusammenhang hat Lucatelli mit Ernst Fehr erstmals für börsenkotierte Schweizer Firmen den Market Adjusted Performance Indicator (MAPI) errechnet. Ihre Analyse zeigt auf, dass gute Corporate Governance systematisch Mehrwert für Aktionäre erzielt, was sich darin zeigt, dass die Aktien dieser Firmen zum Teil deutlich bessere Ergebnisse erreicht haben als der Marktdurchschnitt gemessen am breit gefassten Swiss Performance Index (SPI).

## Auszeichnungen
- 2011: Distinguished Alumni Award des College of Liberal Arts, University of Nevada[15].

- „Bilanz“: Aufnahme in die Liste der „Top 100 der einflussreichsten Schweizer Banker“[16]

## Sonstiges
Lucatelli ist Ehrenmitglied der Pi Sigma Alpha, der amerikanischen Gesellschaft für Politikwissenschaften, sowie Mitglied im Athenaeum Club in London und im Club Baur au Lac in Zürich. Er besitzt eine Privatpilotenlizenz für Hubschrauber (Jet Ranger und Bell 407) und ist Supporter des HC Ambrì-Piotta und des Grasshopper Club Zürich.

## Zitate
„Finance stiftet nur dann einen echten Nutzen, wenn sie das Leben von Menschen verbessert.“
„Auch Visionen müssen solide finanziert werden.“
„Was ökonomisch falsch ist, kann politisch nicht richtig sein.“